# Клас 406
„Клас 406“ (на испански: Clase 406) е мексиканска теленовела, състояща се от четири сезона, режисирана от Хуан Карлос Муньос и Луис Пардо, и продуцирана от Педро Дамян за Телевиса през 2002-2003 г. Теленовелата е базирана на колумбийския сериал Francisco el Matemático, създадена от Диего Виванко, Сандра Рита Паба и Ана Мария Пара.
В пръвия и втория сезон участват Хорхе Поса и Алехандра Барос, като възрастни положителни герои, Шерлин, Иран Кастийо, Дулсе Мария, Арап Бетке, Алфонсо Ерера, Карла Косио, Аарон Диас, Франсиско Рубио, Кристиан Чавес, Гретел Валдес, Франц Косио и Сара Малдонадо, които са в ролите на младите положителни герои, докато Тони Далтон, Хулио Камехо и Фабиан Роблес са в отрицателните роли.
В третия сезон участват Франсиско Гаторно и Мишел Виет, като възрастни положителни герои, Шерлин, Дулсе Мария, Арап Бетке, Сара Малдонадо, Алфонсо Ерера, Аарон Диас, Франсиско Рубио, Кристиан Чавес, Франц Косио и Гретел Валдес, като млади положителни герои, а в отрицателните роли са Мигел Родарте, Анаи и Хуан Карлос Коломбо.
В четвъртия сезон Шерлин, Дулсе Мария, Арап Бетке, Гретел Валдес, Сара Малдонадо, Алфонсо Ерера, Аарон Диас, Франсиско Рубио, Кристиан Чавес, Анаи и Луис Фернандо Пеня са в главните положителни роли, в отрицателната е Франсеска Гийен, а специално участие взема Карла Косио.

## Сюжет
Франсиско Ромеро е учител в малък град, който решава да опита късмета си в град Мексико. Той се присъединява към учителския колектив на подготвително училище номер 10 „Росарио Кастеянос“ и скоро разбира, че работата му е по-взискателна, отколкото очаква. Освен че трябва да докаже себе си като учител, той трябва да се докаже и като човек.
Той ще открие, че ще трябва да поеме ролята на съветник, психолог, лекар и дори детектив. Темите, с които се занимава тази история, са: отпадане от училище, бременността при тийнейджърите, уличните банди, мъже, които злоупотребяват със своите доведени дъщери, тийнейджъри, принудени да работят, за да подпомагат финансово семействата си при наличие на родители алкохолици, които тласкат децата си по същия път – реалността, преживяна от учащите по целия свят.
Това също е любовна история. Жертви на произволните стрели на Купидон стават Франсиско (преподавател) и Адриана (училищният съветник), които въпреки това трябва да прикрият достатъчно дълго хормоните си, за да станат уважавани примери в очите на своите ученици. Но тяхната любовна история не е предназначена за щастлив край, тъй като Адриана ще трябва да избира между Франсиско и любовта към сина си.
За щастие, Франсиско получава втори шанс за любов с Ана Мария, новата учителка по английски език, която ще се превърне в дясната му ръка, когато се занимава със своите ученици и проблемите им в и извън училище. В крайна сметка обаче той ще намери истинска любов в лицето на Анхела, жената, която отговаря за училищното кафене. Тя е работеща майка, която успява да поддържа баланса между домакиня, работеща жена, майка и любовница, чиито тийнейджъри Хуан Давид и Сандра посещават същото училище.
Училището заема централно място в тази история и ще се превърне във форум, където основните конфликти ще бъдат разкрити и решени, а Франсиско Ромеро, в ролята си на учител, не само ще покаже на своите ученици как ученето може да бъде забавно, но ще ги накара да разберат значението на уважението към властта, приятелството, любовта и ценностите, които ще ръководят поведението им, когато затварят цикъла на юношеството и се превръщат във възрастни хора.

## Актьори
Част от актьорския състав:
- Хорхе Поса – Франсиско Ромеро „Математика“
- Алехандра Барос – Адриана Пинеда Суарес / Анхела Пинеда Суарес
- Франсиско Гаторно – Сантяго Кадавид / Луис Фелипе Виясана
- Мишел Виет – Надя Кастийо Бохоркес
- Шерлин – Габриела Чавес Рей
- Иран Кастийо – Магдалена Ривера
- Дулсе Мария – Марсела Мехия
- Анаи – Джесика Рикелме Дрек
- Алфонсо Ерера – Хуан Давид Родригес Пинеда
- Аарон Диас – Енрике Гонсалес
- Кристиан Чавес – Фернандо Лусена
- Франсиско Рубио – Карлос Муньос
- Сара Малдонадо – Татяна дел Морал
- Гретел Валдес – Даниела Хименес Роблес
- Франц Косио – Алфредо Ордониес
- Пабло Магаянес – Уго Салседо
- Алекса Дамян – Ана Мария Лондоньо
- Себастиан Рули – Хуан Естебан Сан Педро
- Иманол Ландета – Алехандро Асеро Пинеда
- Луис Фернандо Кабайос – Валентино
- Карла Косио – Сандра Паола Родригес Пинеда
- Франсеска Гийен – Самсара / Палома
- Арап Бетке – Антонио Мендоса Куерво
- Луис Фернандо Пеня – Марио Фернандес
- Джован Д'Анджело – Федерико Барбера
- Фабиан Роблес – Джовани Ферер Ескудеро
- Тони Далтон – Дагоберто Гарсия
- Беатрис Морено – Бланка Инес Бетета
- Рафаел Инклан – Дон Есекиел Куерво Домингес
- Кета Лават – Кукита
- Мануел Ландета – Гонсало Асеро
- Фелипе Нахера – Дионисио Инфанте
- Хосе Елиас Морено – Мануел дел Морал
- Адриана Бараса – Мабел
- Артуро Гарсия Тенорио – Родолфо
- Рене Касадос – Маноло
- Аитор Итуриос – Макс
- Ракел Морел – Йоланда Бохоркес
- Ана Лайевска – Валентина Кинтеро
- Добрина Кръстева – Наталия
- Марисол дел Олмо – Еухения Морети
- Марта Хулия – Анхела
- Педро Дамян – Варгас

## Премиера
Премиерата на Клас 406 е на 1 юли 2002 г. по Canal de las Estrellas. Последният 349. епизод е излъчен на 31 октомври 2003 г.
| Сезон | Сезон | Епизоди | Епизоди | Излъчване                      | Начало         | Финал            |
| ----- | ----- | ------- | ------- | ------------------------------ | -------------- | ---------------- |
|       | 1     | 349     | 34      | понеделник-петък 19:00 – 20:00 | 1 юли 2002     | 15 август 2002   |
|       | 2     | 349     | 100     | понеделник-петък 19:00 – 20:00 | 16 август 2002 | 2 януари 2003    |
|       | 3     | 349     | 165     | понеделник-петък 19:00 – 20:00 | 3 януари 2003  | 21 август 2003   |
|       | 4     | 349     | 50      | понеделник-петък 19:00 – 20:00 | 22 август 2003 | 30 октомври 2003 |

## Награди и номинации
Награди TVyNovelas 2003
| Категория                          | Личност                       | Резултат   |
| ---------------------------------- | ----------------------------- | ---------- |
| Най-добра теленовела               | Педро Дамян                   | Номиниран  |
| Най-добър актьор в поддържаща роля | Рафаел Инклан                 | Печели     |
| Най-добро женско откритие          | Шерлин                        | Номинирана |
| Най-добро мъжко откритие           | Кристиан Чавес                | Печели     |
| Най-добър режисьор                 | Луис Пардо Хуан Карлос Муньос | Номинирани |

## Версии
- Francisco el Matemático, колумбийски сериал, излъчен в периода 1999-2004 г., продуриан от Cenpro TV, Coestrellas и RCN Televisión.
- Francisco el Matemático: Clase 2017, колумбийски сериал от 2017 г., продължение на Francisco el Matemático, продуриан RCN Televisión.